# A Esquerda no Parlamento Europeu - GUE/NGL
A Esquerda no Parlamento Europeu - GUE/NGL (em inglês: The Left in the European Parliament) é um grupo parlamentar  do Parlamento Europeu, composto por membros do Partido da Esquerda Europeia e da Esquerda Nórdica Verde. Até janeiro de 2021, grupo era conhecido por Esquerda Unitária Europeia/Esquerda Nórdica Verde (GUE do francês Gauche Unitaire Européene; NGL do inglês Nordic Green Left). 
A grupo é, na sua maioria, composto por partidos de linha socialista democrática, anticapitalistas e com posições eurocéticas, incluíndo também partidos comunistas.

## Posição
De acordo com a declaração constituinte de 1994, o grupo opõe-se à presente estrutura política europeia, mas comprometido com integração europeia. Esta declaração acarreta três objectivos para a construção de uma outra União Europeia: mudanças radicais nas instituições de modo a torná-las "totalmente democráticas"; rompimento com as "políticas monetárias neoliberais"; e uma política de co-desenvolvimento e cooperação equitativa. O grupo quer desmantelar a OTAN e reforçar a OSCE.
O grupo é ambíguo entre o reformismo e a revolução, deixando a decisão para cada partido a maneira que pensem ser melhor para alcançar estes objectivos. Assim, têm sido simultaneamente posicionados como "insiders" dentro das instituições europeias, possibilitando a capacidade de influência em decisões por co-decisão, e como "outsiders" pela sua vontade de busca de uma "outra união" cuja aboliria o Tratado de Maastricht.

## História
Em 1995, o alargamento da União Europeia levou à criação dos grupos de partidos da Esquerda Nórdica. A Esquerda Nórdica Verde fundiu-se com o Grupo Confederal da Esquerda Unitária Europeia (GUE) em 6 de Janeiro de 1995, formando o Grupo Confederal da Esquerda Unitária Europeia/Esquerda Nórdica Verde. O sufixo NGL foi adicionado ao nome do grupo expandido sob a insistência dos eurodeputados suecos e finlandeses. Os membros fundadores do grupo incluíam os eurodeputados da Aliança de Esquerda da Finlândia, o Partido da Esquerda da Suécia, o Partido Popular Socialista da Dinamarca, a Esquerda Unida (incluindo o Partido Comunista de Espanha), o Synaspismós e o Partido Comunista da Grécia, o Partido Comunista Francês, o Partido Comunista Português e o Partido da Refundação Comunista de Itália.
Desde então, o grupo tem sofrido vários mudanças com a entrada e a saída de vários partidos. Mais recentemente, de destacar a adesão do Movimento 5 Estrelas e da Esquerda Italiana e a saída do Partido Comunista da Boêmia e Morávia após as eleições de 2024.

## Deputados por legislatura
| Data | Deputados | %  | Nome                               |
| ---- | --------- | -- | ---------------------------------- |
| 1979 | 44 / 410  |    | Comunistas e Aliados               |
| 1984 | 41 / 434  | 3  | Comunistas e Aliados               |
| 1989 | 42 / 518  | 1  | Esquerda Unitária Europeia         |
| 1989 | 42 / 518  | 1  | Coligação de Esquerda              |
| 1994 | 28 / 567  | 14 | Esquerda Unitária Europeia         |
| 1999 | 42 / 626  | 14 |                                    |
| 2004 | 37 / 732  | 5  |                                    |
| 2009 | 35 / 736  | 2  |                                    |
| 2014 | 52 / 751  | 17 |                                    |
| 2019 | 41 / 751  | 11 | Antes do Brexit (Até 31/01/2020)   |
| 2019 | 39 / 705  | 2  | Depois do Brexit (Após 31/01/2020) |
| 2024 | 46 / 720  | 7  |                                    |

## Membros (2024-2029)
Os partidos membros desta legislatura são os seguintes:
| País          | Nome | Nome                                             | Afiliação | Afiliação                                               | Deputados |
| ------------- | ---- | ------------------------------------------------ | --------- | ------------------------------------------------------- | --------- |
| Alemanha      |      | A Esquerda                                       |           | Partido da Esquerda Europeia/Agora o Povo!              | 3 / 96    |
| Alemanha      |      | Partido Pessoas, Ambiente e Proteção dos Animais |           | Animal Politics EU                                      | 1 / 96    |
| Bélgica       |      | Partido do Trabalho                              |           | Nenhuma                                                 | 2 / 22    |
| Chipre        |      | Partido Progressista do Povo Trabalhador         |           | Partido da Esquerda Europeia (observador)               | 1 / 6     |
| Dinamarca     |      | Aliança Vermelha e Verde                         |           | Partido da Esquerda Europeia Agora o Povo!              | 1 / 15    |
| Espanha       |      | Podemos                                          |           | Agora o Povo!                                           | 2 / 61    |
| Espanha       |      | Euskal Herria Bildu                              |           | Aliança Livre Europeia                                  | 1 / 61    |
| Espanha       |      | Sumar                                            |           | Nenhuma                                                 | 1 / 61    |
| Finlândia     |      | Aliança de Esquerda                              |           | Agora o Povo!                                           | 3 / 15    |
| França        |      | França Insubmissa                                |           | Agora o Povo! Partido da Esquerda Europeia (observador) | 9 / 81    |
| Grécia        |      | SYRIZA                                           |           | Partido da Esquerda Europeia                            | 4 / 21    |
| Irlanda       |      | Sinn Féin                                        |           | Nenhuma                                                 | 2 / 13    |
| Irlanda       |      | Luke Flanagan (Independente)                     |           | Nenhuma                                                 | 1 / 13    |
| Itália        |      | Movimento 5 Estrelas                             |           | Nenhuma                                                 | 8 / 76    |
| Itália        |      | Esquerda Italiana                                |           | Agora o Povo! Partido da Esquerda Europeia (observador) | 2 / 76    |
| Países Baixos |      | Partido pelos Animais                            |           | Animal Politics EU                                      | 1 / 31    |
| Portugal      |      | Bloco de Esquerda                                |           | Agora o Povo!                                           | 1 / 21    |
| Portugal      |      | Partido Comunista Português                      |           | Nenhuma                                                 | 1 / 21    |
| Suécia        |      | Partido da Esquerda                              |           | Agora o Povo!                                           | 2 / 21    |